# Espanya als Jocs Olímpics d'estiu de 1996
Espanya va estar representada als Jocs Olímpics d'Estiu de 1996 celebrats a Atlanta, Estats Units, per 289 esportistes (194 homes i 95 dones) que competiren en 22 esports. El portador de la bandera a la cerimònia d'obertura fou el regatista Luís Doreste.

## Medaller
L'equip olímpic espanyol va aconseguir les següents medalles:
| Esport             | Or | Plata | Bronze | Total |
| Atletisme          | 0  | 1     | 1      | 2     |
| Boxa               | 0  | 0     | 1      | 1     |
| Ciclisme           | 1  | 1     | 0      | 2     |
| Gimnàstica         | 1  | 0     | 0      | 1     |
| Handbol            | 0  | 0     | 1      | 1     |
| Hoquei sobre herba | 0  | 1     | 0      | 1     |
| Judo               | 0  | 1     | 2      | 3     |
| Tennis             | 0  | 2     | 1      | 3     |
| Vela               | 2  | 0     | 0      | 2     |
| Waterpolo          | 1  | 0     | 0      | 1     |
| Total              | 5  | 6     | 6      | 17    |

## Medallistes
| Josep Maria Abarca Ángel Andreo Daniel Ballart Manel Estiarte Pedro García Salvador Gómez Iván Moro | Miguel Ángel Oca Jorge Payá Sergi Pedrerol Jesús Rollán Carles Sans Jordi Sans |

| Jaume Amat Pol Amat Xavi Arnau Jordi Arnau Óscar Barrena Ignacio Cobos Jan Dinarés Juan Escarré | Xavier Escudé Juantxo García-Mauriño Antonio González Ramon Jufresa Quim Malgosa Víctor Pujol Ramon Sala Pablo Usoz |

| Salvador Esquer Aitor Etxaburu Talant Duyshebaev Jesús Fernández Jaume Fort Mateo Garralda Raúl González Rafael Guijosa | Fernando Hernández José Hombrados Jordi Núñez Jesús Olalla Juan Pérez Iñaki Urdangarín Alberto Urdiales |

## Atletisme
Vegeu Atletisme als Jocs Olímpics d'estiu de 1996

### Masculí
Pista i ruta
| Esportista                                               | Esdeveniment     | Ronda 1     | Ronda 1     | Ronda 2          | Ronda 2          | Semifinals       | Semifinals       | Final               | Final               |
| Esportista                                               | Esdeveniment     | Resultat    | Posició     | Resultat         | Posició          | Resultat         | Posició          | Resultat            | Posició             |
| -------------------------------------------------------- | ---------------- | ----------- | ----------- | ---------------- | ---------------- | ---------------- | ---------------- | ------------------- | ------------------- |
| Abel Antón                                               | 10.000 m         | 27:56.26    | 7 Q         |                  |                  |                  |                  | 28:29.37            | 13                  |
| Jaime Barroso Ramírez                                    | 50 km marxa      |             |             |                  |                  |                  |                  | 4:01:09             | 22                  |
| Manuel Borrega                                           | 100 m            | 10.52       | 4           | No es classificà | No es classificà | No es classificà | No es classificà | No es classificà    | No es classificà    |
| Fermín Cacho                                             | 1.500 m          | 3:39.84     | 1 Q         |                  |                  | 3:33.12          | 2 Q              | 3:36.40             | 2                   |
| Elisardo de la Torre                                     | 3000 m obstacles | 8:42.75     | 9           |                  |                  | No es classificà | No es classificà | No es classificà    | No es classificà    |
| Carlos de la Torre                                       | 10.000 m         | 28:04.14    | 8 Q         |                  |                  |                  |                  | 28:32.11            | 14                  |
| Miguel de los Santos                                     | 110 m tanques    | 14.01       | 6           | No es classificà | No es classificà | No es classificà | No es classificà | No es classificà    | No es classificà    |
| Andrés Manuel Díaz                                       | 800 m            | 1:47.86     | 5           |                  |                  | No es classificà | No es classificà | No es classificà    | No es classificà    |
| Reyes Estévez                                            | 1.500 m          | 3:42.48     | 4 Q         |                  |                  | 3:39.44          | 10               | No es classificà    | No es classificà    |
| Frutos Feo                                               | 100 m            | 10.56       | 4           | No es classificà | No es classificà | No es classificà | No es classificà | No es classificà    | No es classificà    |
| Martín Fiz                                               | Marató           |             |             |                  |                  |                  |                  | 2:13.20             | 4                   |
| Jesús Font                                               | 110 m tanques    | 13.90       | 6           | No es classificà | No es classificà | No es classificà | No es classificà | No es classificà    | No es classificà    |
| Diego García                                             | Marató           |             |             |                  |                  |                  |                  | 2:22.11             | 53                  |
| Jesús Ángel García                                       | 50 km marxa      |             |             |                  |                  |                  |                  | No acabà            | No acabà            |
| Alejandro Gómez                                          | 10.000 m         | 28:28.16    | 9 q         |                  |                  |                  |                  | 28:39.11            | 15                  |
| Anacleto Jiménez                                         | 5.000 m          | 14:16.57    | 7 Q         |                  |                  | 13:50.90         | 11               | No es classificà    | No es classificà    |
| Venancio José                                            | 100 m            | 10.34       | 4 q         | 10.46            | 6                | No es classificà | No es classificà | No es classificà    | No es classificà    |
| Venancio José                                            | 200 m            | Sense marca | Sense marca | No es classificà | No es classificà | No es classificà | No es classificà | No es classificà    | No es classificà    |
| Alberto Juzdado                                          | Marató           |             |             |                  |                  |                  |                  | 2:17.24             | 18                  |
| Valentí Massana                                          | 20 km marxa      |             |             |                  |                  |                  |                  | 1:24:14             | 20                  |
| Valentí Massana                                          | 50 km marxa      |             |             |                  |                  |                  |                  | 3:44:19             | 3                   |
| Jordi Mayoral                                            | 200 m            | 20.65       | 2 Q         | 20.68            | 5                | No es classificà | No es classificà | No es classificà    | No es classificà    |
| Enrique Molina                                           | 5.000 m          | 13:51.55    | 4 Q         |                  |                  | 14:04.08         | 4 Q              | 13:12.91            | 7                   |
| Íñigo Monreal                                            | 400 m tanques    | 52.23       | 7           |                  |                  | No es classificà | No es classificà | No es classificà    | No es classificà    |
| Francisco Navarro                                        | 200 m            | 20.87       | 3 Q         | 21.06            | 7                | No es classificà | No es classificà | No es classificà    | No es classificà    |
| Manuel Pancorbo                                          | 5.000 m          | 13:57.42    | 9 q         |                  |                  | 14:39.64         | 14               | No es classificà    | No es classificà    |
| Roberto Parra                                            | 800 m            | Sense marca | Sense marca |                  |                  | No es classificà | No es classificà | No es classificà    | No es classificà    |
| Óscar Pitillas                                           | 400 m tanques    | 51.35       | 7           |                  |                  | No es classificà | No es classificà | No es classificà    | No es classificà    |
| Daniel Plaza                                             | 20 km marxa      |             |             |                  |                  |                  |                  | 1:22:05             | 11                  |
| Carles Sala                                              | 110 m tanques    | 13.94       | 6           | No es classificà | No es classificà | No es classificà | No es classificà | No es classificà    | No es classificà    |
| Fernando Vázquez                                         | 20 km marxa      |             |             |                  |                  |                  |                  | 1:27:35             | 39                  |
| Isaac Viciosa                                            | 1.500 m          | 3:37.93     | 4 Q         |                  |                  | 3:36.11          | 6                | No es classificà    | No es classificà    |
| Salvador Vila                                            | 400 m tanques    | 50.55       | 8           |                  |                  | No es classificà | No es classificà | No es classificà    | No es classificà    |
| Frutos Feo Venancio José Jordi Mayoral Francisco Navarro | Relleus 4x100 m  | 39.35       | 2 Q         |                  |                  | 38.91            | 6                | No es classificaren | No es classificaren |

Concursos
| Esportista              | Esdeveniment       | Qualificació | Qualificació | Final            | Final            |
| Esportista              | Esdeveniment       | Distància    | Posició      | Distància        | Posició          |
| ----------------------- | ------------------ | ------------ | ------------ | ---------------- | ---------------- |
| José Manuel Arcos       | Salt de perxa      | 5,60         | 8            | No es classificà | No es classificà |
| Juan Gabriel Concepción | Salt de perxa      | Sense marca  | Sense marca  | No es classificà | No es classificà |
| Javier García           | Salt de perxa      | 5,40         | 10           | No es classificà | No es classificà |
| Manuel Martínez         | Llançament de pes  | 19,12        | 7            | No es classificà | No es classificà |
| David Martínez          | Llançament de disc | Sense marca  | Sense marca  | No es classificà | No es classificà |
| Jesús Oliván            | Salt de llargada   | 7,64         | 32           | No es classificà | No es classificà |
| Arturo Ortiz            | Salt d'alçada      | 2,26         | 8            | No es classificà | No es classificà |

Combinats
| Esportista             | Esdeveniment | 100m  | SL   | LP    | SA   | 400m  | 110m T | LD    | SP   | LJ    | 1.500m  | Final | Posició |
| ---------------------- | ------------ | ----- | ---- | ----- | ---- | ----- | ------ | ----- | ---- | ----- | ------- | ----- | ------- |
| Antonio Peñalver       | Decatló      | 10.95 | 7,27 | 16,91 | 2,07 | 50,41 | 14.35  | 48,92 | 4,70 | 57,08 | 4:37.71 | 8.307 | 9       |
| Francisco Javier Benet | Decatló      | 10.95 | 7,30 | 13,91 | 1,98 | 48,67 | 14.36  | 44,30 | 4,80 | 59,44 | 4:36.04 | 8.107 | 19      |

### Femení
Pista i ruta
| Esportista            | Esdeveniment  | Ronda 1     | Ronda 1     | Ronda 2  | Ronda 2 | Semifinals       | Semifinals       | Final            | Final            |
| Esportista            | Esdeveniment  | Resultat    | Posició     | Resultat | Posició | Resultat         | Posició          | Resultat         | Posició          |
| --------------------- | ------------- | ----------- | ----------- | -------- | ------- | ---------------- | ---------------- | ---------------- | ---------------- |
| Ana Isabel Alonso     | Marató        |             |             |          |         |                  |                  | 2:44:12          | 49               |
| Marta Domínguez       | 1.500 m       | 4:15.00     | 9           |          |         | No es classificà | No es classificà | No es classificà | No es classificà |
| Encarna Granados      | 10 km marxa   |             |             |          |         |                  |                  | Sense marca      | Sense marca      |
| Miriam Alonso Manteca | 400 m tanques | 56.53       | 7           |          |         | No es classificà | No es classificà | No es classificà | No es classificà |
| María José Mardomingo | 100 m tanques | 12.91       | 3 Q         | 13.05    | 4 Q     | 12.89            | 7                | No es classificà | No es classificà |
| Isabel Martínez       | 5.000 m       | 15:59.42    | 12          |          |         |                  |                  | No es classificà | No es classificà |
| Ana Amelia Menéndez   | 800 m         | Sense marca | Sense marca |          |         | No es classificà | No es classificà | No es classificà | No es classificà |
| Sandra Myers          | 400 m         | 52.54       | 1 Q         | 51.53    | 3 Q     | 51.42            | 6                | No es classificà | No es classificà |
| Eva Paniagua          | 400 m tanques | 58.10       | 7           |          |         | No es classificà | No es classificà | No es classificà | No es classificà |
| María Cristina Petite | 5.000 m       | 15:48.63    | 8           |          |         |                  |                  | No es classificà | No es classificà |
| Mónica Pont           | Marató        |             |             |          |         |                  |                  | 2:33:27          | 14               |
| Rocío Ríos            | Marató        |             |             |          |         |                  |                  | 2:30:50          | 5                |
| Julia Vaquero         | 10.000 m      | 32:27.05    | 3 Q         |          |         |                  |                  | 31:27.07         | 9                |
| María Vasco           | 10 km marxa   |             |             |          |         |                  |                  | 46:09            | 28               |
| Maite Zúñiga          | 1.500 m       | 4:14.05     | 6 Q         |          |         | 4:14.10          | 10               | No es classificà | No es classificà |

Concursos
| Esportista         | Esdeveniment | Qualificació | Qualificació | Final            | Final            |
| Esportista         | Esdeveniment | Distància    | Posició      | Distància        | Posició          |
| ------------------ | ------------ | ------------ | ------------ | ---------------- | ---------------- |
| Concepción Paredes | Triple salt  | Sense marca  | Sense marca  | No es classificà | No es classificà |

Combinats
| Esportista  | Esdeveniment | 100m T | SA   | LP    | 200m  | SL   | LJ    | 800m    | Final | Posició |
| ----------- | ------------ | ------ | ---- | ----- | ----- | ---- | ----- | ------- | ----- | ------- |
| Imma Clopés | Heptatló     | 14.30  | 1,77 | 13,05 | 25.87 | 5,74 | 40,42 | 2:26.35 | 5.602 | 24      |

## Boxa
Vegeu Boxa als Jocs Olímpics d'estiu de 1996
| Esportista    | Esdeveniment   | Setzens de final        | Vuitens de final         | Quarts de final          | Semifinals               | Final/FC         | Final/FC |
| ------------- | -------------- | ----------------------- | ------------------------ | ------------------------ | ------------------------ | ---------------- | -------- |
| Rafael Lozano | −48 kg masculí | J. Benhard (NAM) V 10−2 | M. Makepula (ZAF) V 14−3 | L.P. Masara (IDN) V 10−9 | M. Velasco (PHL) D 10−22 | No es classificà | 3        |

## Ciclisme
Vegeu Ciclisme als Jocs Olímpics d'Estiu de 1996

### Ciclisme de muntanya
| Esportista    | Esdeveniment          | Temps   | Posició |
| ------------- | --------------------- | ------- | ------- |
| Laura Blanco  | Camp a través femení  | 2:04.20 | 20      |
| Jokin Mújika  | Camp a través masculí | 2:41:15 | 22      |
| Silvia Rovira | Camp a través femení  | 2:09.17 | 26      |

### Ciclisme en pista
Contrarellotge
| Esportista            | Esdeveniment | Temps    | Posició |
| --------------------- | ------------ | -------- | ------- |
| José Antonio Escuredo | 1 km masculí | 1:05.994 | 13      |

Òmnium
| Esportista     | Esdeveniment                | Punts/Voltes | Posició  |
| -------------- | --------------------------- | ------------ | -------- |
| Izaskun Bengoa | Carrera per punts femenina  | Retirada     | Retirada |
| Joan Llaneras  | Carrera per punts masculina | 17 punts     | 6        |

Persecució
| Esportista                                                  | Esdeveniment                    | Qualificació | Qualificació | Quarts de final           | Semifinals          | Final               | Final            |                  |
| Esportista                                                  | Esdeveniment                    | Temps        | Posició      | Resultat                  | Resultat            | Resultat            | Posició          |                  |
| ----------------------------------------------------------- | ------------------------------- | ------------ | ------------ | ------------------------- | ------------------- | ------------------- | ---------------- | ---------------- |
| Juan Martínez                                               | Persecució individual masculina | 4:27.909     | 4 Q          | B. McGee (AUS) 4:28.310 D | No es classificà    | No es classificà    | No es classificà | No es classificà |
| Juan Martínez Joan Llaneras Bernardo González Adolfo Alperi | Persecució equips               | 4:12.780     | 7 Q          | Itàlia 4:11.310 D         | No es classificaren | No es classificaren | 5                |                  |

Velocitat
| José Antonio Escuredo | Individual masculina | 10.630 67,73 | 15 Q | R. Chiappa (ITA) 10.896 D | H. Byung (KOR) 11.257 V    | J. Fiedler (DEU) 10.597 D | F. Magné (FRA) G. Capitano (ITA) 11.035 D    | No es classificà          | No es classificà                           | No es classificà | No es classificà | No es classificà | No es classificà | No es classificà | No es classificà |                  |                  |
| José Manuel Moreno    | Individual masculina | 10.492 68,62 | 11 Q | F. Magné (FRA) 10.740 D   | D. McKenzie (NZL) 11.017 V | E. Pokorny (DEU) 10.966 D | G. Himonetos (GRE) P. Bazalik (SVK) 11.089 V | C. Harnett (CAN) 10.793 D | E. Pokorny (DEU) R. Chiappa (ITA) 10.982 D | No es classificà | No es classificà | No es classificà | No es classificà | No es classificà | No es classificà | No es classificà | No es classificà |

### Ciclisme en ruta
| Esportista       | Esdeveniment             | Temps    | Posició  |
| ---------------- | ------------------------ | -------- | -------- |
| Marino Alonso    | Ruta masculina           | 4:56:53  | 101      |
| Izaskun Bengoa   | Ruta femenina            | No acabà | No acabà |
| Fátima Blázquez  | Ruta femenina            | 2:46.27  | 40       |
| Manuel Fernández | Ruta masculina           | 4:56:49  | 77       |
| Miguel Indurain  | Ruta masculina           | 4:56:44  | 26       |
| Miguel Indurain  | Contrarellotge masculina | 1:04:05  | 1        |
| Melcior Mauri    | Ruta masculina           | 4:55:11  | 6        |
| Abraham Olano    | Ruta masculina           | 4:56:48  | 67       |
| Abraham Olano    | Contrarellotge masculina | 1:04:17  | 2        |
| Joane Somarriba  | Ruta femenina            | 2:37:06  | 21       |
| Joane Somarriba  | Contrarellotge femenina  | 38:55    | 13       |

## Esgrima
Vegeu Esgrima als Jocs Olímpics d'estiu de 1996

### Masculí
| Esportista                                   | Categoria         | 1/32 de final               | Setzens de final           | Vuitens de final            | Quarts de final  | Semifinals          | Final               | Final               |
| -------------------------------------------- | ----------------- | --------------------------- | -------------------------- | --------------------------- | ---------------- | ------------------- | ------------------- | ------------------- |
| Fernando de la Peña                          | Espasa individual | V. Zakharevich (RUS) D 15−8 | No es classificà           | No es classificà            | No es classificà | No es classificà    | No es classificà    | No es classificà    |
| Oscar Fernández                              | Espasa individual | G. Epurescu (ROU) D 15−10   | No es classificà           | No es classificà            | No es classificà | No es classificà    | No es classificà    | No es classificà    |
| Antonio García                               | Sabre individual  | C. Bravo (VEN) V 15−11      | J-P. Daurelle (FRA) D 15−9 | No es classificà            | No es classificà | No es classificà    | No es classificà    |                     |
| Javier García                                | Floret individual | R. Suárez (VEN) V 15−10     | O. García (CUB) V 15−11    | F. Boidin (FRA) D 15−12     | No es classificà | No es classificà    | No es classificà    | No es classificà    |
| César González                               | Espasa individual | M. Loit (EST) V 15−14       | É. Srecki (FRA) D 15−11    | No es classificà            | No es classificà | No es classificà    | No es classificà    | No es classificà    |
| José Francisco Guerra                        | Floret individual | –                           | V. Pavlovich (RUS) D 15−11 | No es classificà            | No es classificà | No es classificà    | No es classificà    | No es classificà    |
| Fernando Medina                              | Sabre individual  | –                           | R. Caserta (ITA) V 15−9    | S. Pozdnyakov (RUS) D 15−11 | No es classificà | No es classificà    | No es classificà    | No es classificà    |
| Raúl Peinador                                | Sabre individual  | M. Robles (BOL) V 15−7      | V. Gutzeit (UKR) D 15−13   | No es classificà            | No es classificà | No es classificà    | No es classificà    |                     |
| Oscar Fernández César González Raúl Maroto   | Espasa per equips |                             |                            | Canadà · V 45−41            | França · D 45−38 | No es classificaren | No es classificaren | No es classificaren |
| Antonio García Fernando Medina Raúl Peinador | Sabre per equips  |                             |                            | Canadà · V 45−25            | Rússia · D 45−34 | No es classificaren | No es classificaren | No es classificaren |

### Femení
| Esportista            | Categoria         | 1/32 de final              | Setzens de final      | Vuitens de final | Quarts de final  | Semifinals       | Final            | Final            |
| --------------------- | ----------------- | -------------------------- | --------------------- | ---------------- | ---------------- | ---------------- | ---------------- | ---------------- |
| Rosa María Castillejo | Espasa individual | E. Fjellerup (DEN) D 15−13 | No es classificà      | No es classificà | No es classificà | No es classificà | No es classificà |                  |
| Taymi Chappe          | Espasa individual | –                          | J-J. Go (KOR) D 15−12 | No es classificà | No es classificà | No es classificà | No es classificà | No es classificà |

## Futbol
Vegeu Futbol als Jocs Olímpics d'estiu de 1996

### Masculí
Jugadors
| - Jorge Aizkorreta - Agustín Aranzábal - Sergio Corino - Iván de la Peña - Santi Denia - Roberto Fresnedoso | - Òscar Garcia - Dani Garcia - Raúl González - Iñigo Idiakez - Aitor Karanka - Jordi Lardín | - Gaizka Mendieta - Juan Luis Mora - Fernando Morientes - Javi Navarro - José Ignacio Sáenz - Sietes |

Entrenador: Javier Clemente
Fase de grups
| Equip          | J | G | E | P | PF | PC | Dif | Punts |
| -------------- | - | - | - | - | -- | -- | --- | ----- |
| França         | 3 | 2 | 1 | 0 | 5  | 2  | +3  | 7     |
| Espanya        | 3 | 2 | 1 | 0 | 5  | 3  | +2  | 7     |
| Austràlia      | 3 | 1 | 0 | 2 | 4  | 6  | −2  | 3     |
| Aràbia Saudita | 3 | 0 | 0 | 3 | 2  | 5  | −3  | 0     |

Resultats
| Ronda           | Data  | Hora  | Partit    | Partit | Partit         |
| --------------- | ----- | ----- | --------- | ------ | -------------- |
| Fase grups − 1  | 20/07 | 18:30 | Espanya   | 1 − 0  | Aràbia Saudita |
| Fase grups − 2  | 22/07 | 19:00 | França    | 1 − 1  | Espanya        |
| Fase grups − 3  | 24/07 | 19:00 | Espanya   | 3 − 2  | Austràlia      |
| Quarts de final | 27/07 | 19:30 | Argentina | 4 − 0  | Espanya        |

## Gimnàstica
Veure Gimnàstica als Jocs Olímpics d'Estiu de 1996

### Masculí

#### Gimnàstica artística
Equips
| Esportista     | Esdeveniment | Qualificació | Qualificació | Qualificació | Qualificació | Qualificació | Qualificació | Qualificació | Qualificació | Final    | Final    | Final    | Final    | Final    | Final    | Final | Final   |
| Esportista     | Esdeveniment | Aparells     | Aparells     | Aparells     | Aparells     | Aparells     | Aparells     | Total        | Posició      | Aparells | Aparells | Aparells | Aparells | Aparells | Aparells | Total | Posició |
| Esportista     | Esdeveniment | T            | CA           | A            | SC           | BP           | BF           | Total        | Posició      | T        | CA       | A        | SC       | BP       | BF       | Total | Posició |
| -------------- | ------------ | ------------ | ------------ | ------------ | ------------ | ------------ | ------------ | ------------ | ------------ | -------- | -------- | -------- | -------- | -------- | -------- | ----- | ------- |
| Jesús Carballo | Equips       | 17,750       | 18,450       | 18,725       | 18,662       | 18,800       | 19,374 Q     | 111,761 Q    | 38           |          |          |          |          |          |          |       |         |

Finals individuals
| Esportista     | Esdeveniment    | Aparells | Aparells | Aparells | Aparells | Aparells | Aparells | Total  | Posició |
| Esportista     | Esdeveniment    | T        | CA       | A        | SC       | BP       | BF       | Total  | Posició |
| -------------- | --------------- | -------- | -------- | -------- | -------- | -------- | -------- | ------ | ------- |
| Jesús Carballo | Concurs complet | 9,400    | 9,675    | 9,512    | 9,450    | 9,625    | 9,750    | 57,412 | 13      |
| Jesús Carballo | Barra fixa      |          |          |          |          |          | 9,737    | 9,737  | 7       |

### Femení

#### Gimnàstica artística
Equips
| Esportista                                                                                        | Esdeveniment | Qualificació | Qualificació | Qualificació | Qualificació | Qualificació | Qualificació | Final               | Final               | Final               | Final               | Final               | Final               |
| Esportista                                                                                        | Esdeveniment | Aparells     | Aparells     | Aparells     | Aparells     | Total        | Posició      | Aparells            | Aparells            | Aparells            | Aparells            | Total               | Posició             |
| Esportista                                                                                        | Esdeveniment | SC           | BA           | BE           | T            | Total        | Posició      | SC                  | BA                  | BE                  | T                   | Total               | Posició             |
| ------------------------------------------------------------------------------------------------- | ------------ | ------------ | ------------ | ------------ | ------------ | ------------ | ------------ | ------------------- | ------------------- | ------------------- | ------------------- | ------------------- | ------------------- |
| Mónica Martín Joana Juárez Mercedes Pacheco Diana Plaza Elisabeth Valle Verónica Castro Gemma Paz | Equips       | 94,649       | 95,985       | 92,548       | 94,899       | 378,081      | 7            | No es classificaren | No es classificaren | No es classificaren | No es classificaren | No es classificaren | No es classificaren |

Finals individuals
| Esportista       | Esdeveniment    | Qualificació | Qualificació | Qualificació | Qualificació | Qualificació | Qualificació | Final            | Final            | Final            | Final            | Final            | Final            |
| Esportista       | Esdeveniment    | Aparells     | Aparells     | Aparells     | Aparells     | Total        | Posició      | Aparells         | Aparells         | Aparells         | Aparells         | Total            | Posició          |
| Esportista       | Esdeveniment    | SC           | BA           | BE           | T            | Total        | Posició      | SC               | BA               | BE               | T                | Total            | Posició          |
| ---------------- | --------------- | ------------ | ------------ | ------------ | ------------ | ------------ | ------------ | ---------------- | ---------------- | ---------------- | ---------------- | ---------------- | ---------------- |
| Mónica Martín    | Concurs complet | 19,050       | 19,200       | 18,612       | 19,200       | 76,062 Q     | 27           | 9,556            | 9,475            | 9,625            | 9,662            | 38,318           | 17               |
| Joana Juárez     | Concurs complet | 19,075       | 19,224       | 18,575       | 18,937       | 75,811 Q     | 31           | 9,568            | 9,575            | 9,300            | 9,512            | 37,955           | 24               |
| Mercedes Pacheco | Concurs complet | 18,625       | 19,437       | 18,637       | 19,037       | 75,736 Q     | 34           | 9,462            | 9,625            | 9,137            | 9,562            | 37,786           | 27               |
| Diana Plaza      | Concurs complet | 18,662       | 19,087       | 18,299       | 18,720       | 74,773       | 40           | No es classificà | No es classificà | No es classificà | No es classificà | No es classificà | No es classificà |
| Elisabeth Valle  | Concurs complet | 19,237       | 19,037       | 17,637       | 18,775       | 74,686       | 42           | No es classificà | No es classificà | No es classificà | No es classificà | No es classificà | No es classificà |
| Verónica Castro  | Concurs complet | 18,549       | 9,487        | 18,275       | 18,750       | 65,061       | 78           | No es classificà | No es classificà | No es classificà | No es classificà | No es classificà | No es classificà |
| Gemma Paz        | Concurs complet |              | 9,425        |              |              | 9,425        | 104          | No es classificà | No es classificà | No es classificà | No es classificà | No es classificà | No es classificà |

#### Gimnàstica rítmica
Equips
| Esportista                                                                                   | Esdeveniment | Qualificació | Qualificació       | Qualificació | Qualificació | Final     | Final              | Final  | Final   |
| Esportista                                                                                   | Esdeveniment | 5 pilotes    | 3 cintes 2 cèrcols | Total        | Posició      | 5 pilotes | 3 cintes 2 cèrcols | Total  | Posició |
| -------------------------------------------------------------------------------------------- | ------------ | ------------ | ------------------ | ------------ | ------------ | --------- | ------------------ | ------ | ------- |
| Marta Baldó Núria Cabanillas Estela Giménez Lorena Guréndez Tania Lamarca Estíbaliz Martínez | Equips       | 19,500       | 19,466             | 38,966       | 2 Q          | 19,483    | 19,450             | 38,933 | 1       |

Finals individuals
| Esportista   | Esdeveniment    | Preliminars | Preliminars | Preliminars | Preliminars | Preliminars | Preliminars | Semifinals | Semifinals | Semifinals | Semifinals | Semifinals | Semifinals | Final            | Final            | Final            | Final            | Final            | Final            |
| Esportista   | Esdeveniment    | Aparells    | Aparells    | Aparells    | Aparells    | Total       | Posició     | Aparells   | Aparells   | Aparells   | Aparells   | Total      | Posició    | Aparells         | Aparells         | Aparells         | Aparells         | Total            | Posició          |
| Esportista   | Esdeveniment    | C           | P           | M           | CI          | Total       | Posició     | C          | P          | M          | CI         | Total      | Posició    | C                | P                | M                | CI               | Total            | Posició          |
| ------------ | --------------- | ----------- | ----------- | ----------- | ----------- | ----------- | ----------- | ---------- | ---------- | ---------- | ---------- | ---------- | ---------- | ---------------- | ---------------- | ---------------- | ---------------- | ---------------- | ---------------- |
| Alba Caride  | Concurs complet | 9,416       | 9,433       | 9,532       | 9,400       | 37,781      | 11 Q        | 9,049      | 9,449      | 8,933      | 9,266      | 36,697     | 19         | No es classificà | No es classificà | No es classificà | No es classificà | No es classificà | No es classificà |
| Almudena Cid | Concurs complet | 9,600       | 9,600       | 9,600       | 9,600       | 38,400      | 5 Q         | 9,583      | 9,700      | 9,616      | 9,549      | 38,448     | 9 Q        | 9,700            | 9,566            | 9,683            | 9,566            | 38,515           | 9                |

## Halterofília
Vegeu Halterofília als Jocs Olímpics d'estiu de 1996
| Esportista     | Esdeveniment   | Arrencada | Arrencada | Dos temps | Dos temps | Total | Posició |
| Esportista     | Esdeveniment   | Resultat  | Posició   | Resultat  | Posició   | Total | Posició |
| -------------- | -------------- | --------- | --------- | --------- | --------- | ----- | ------- |
| Lorenzo Carrió | −99 kg masculí | 167,5     | 12        | 200,0     | 12        | 367,5 | 12      |

## Handbol
Vegeu Handbol als Jocs Olímpics d'estiu de 1996

### Masculí
Jugadors
| - Talant Dujshebaev - Salvador Esquer - Aitor Etxaburu - Jesús Fernández - Jaume Fort - Mateo Garralda - Raúl González - Rafael Guijosa | - Fernando Hernández - José Javier Hombrados - Demetrio Lozano - Jordi Núñez - Jesús Olalla - Juan Pérez - Iñaki Urdangarín - Alberto Urdiales |  |

Entrenador: Juan de Dios Román
Fase de grups
| Equip    | J | G | E | P | PF  | PC  | Dif | Punts |
| -------- | - | - | - | - | --- | --- | --- | ----- |
| França   | 5 | 4 | 0 | 1 | 145 | 114 | +31 | 8     |
| Espanya  | 5 | 4 | 0 | 1 | 114 | 97  | +17 | 8     |
| Egipte   | 5 | 3 | 0 | 2 | 113 | 103 | +10 | 6     |
| Alemanya | 5 | 3 | 0 | 2 | 121 | 112 | +9  | 6     |
| Algèria  | 5 | 0 | 1 | 4 | 95  | 117 | −22 | 1     |
| Brasil   | 5 | 0 | 1 | 4 | 100 | 145 | −45 | 1     |

Resultats
| Ronda            | Data  | Hora  | Partit  | Partit  | Partit   |
| ---------------- | ----- | ----- | ------- | ------- | -------- |
| Fase grups − 1   |       |       | França  | 27 − 25 | Espanya  |
| Fase grups − 2   |       |       | Espanya | 22 − 20 | Alemanya |
| Fase grups − 3   |       |       | Espanya | 20 − 14 | Algèria  |
| Fase grups − 4   |       |       | Brasil  | 17 − 27 | Espanya  |
| Fase grups − 5   |       |       | Egipte  | 19 − 20 | Espanya  |
| Semifinals       | 02/08 | 16:00 | Suècia  | 25 − 20 | Espanya  |
| Final consolació | 04/08 | 15:00 | Espanya | 27 − 25 | França   |

## Hoquei sobre herba
Vegeu Hoquei sobre herba als Jocs Olímpics d'estiu de 1996

### Masculí
Jugadors
| - Jaume Amat - Pol Amat - Xavier Arnau - Jordi Arnau - Óscar Barrena - Ignacio Cobos - Joan Dinarés - Juan Escarré |  | - Xavier Escudé - Juantxo García-Mauriño - Antonio González - Ramón Jufresa - Joaquim Malgosa - Víctor Pujol - Ramon Sala - Pablo Usoz |

Entrenador: Toni Forrellat
Fase de grups
| Equip        | J | G | E | P | PF | PC | Dif | Punts |
| ------------ | - | - | - | - | -- | -- | --- | ----- |
| Espanya      | 5 | 4 | 0 | 1 | 14 | 5  | +9  | 8     |
| Alemanya     | 5 | 3 | 1 | 1 | 10 | 3  | +7  | 7     |
| Índia        | 5 | 2 | 2 | 1 | 8  | 3  | +5  | 6     |
| Pakistan     | 5 | 2 | 1 | 2 | 11 | 8  | +3  | 5     |
| Argentina    | 5 | 2 | 0 | 3 | 9  | 13 | −4  | 4     |
| Estats Units | 5 | 0 | 0 | 5 | 3  | 23 | −20 | 0     |

Resultats
| Ronda          | Data  | Hora  | Partit   | Partit | Partit        |
| -------------- | ----- | ----- | -------- | ------ | ------------- |
| Fase grups − 1 | 20/07 | 09:00 | Espanya  | 1 − 0  | Alemanya      |
| Fase grups − 2 | 22/07 | 09:00 | Pakistan | 0 − 3  | Espanya       |
| Fase grups − 3 | 24/07 | 17:30 | Espanya  | 2 − 1  | Argentina     |
| Fase grups − 4 | 26/07 | 20:00 | Espanya  | 7 − 1  | Estats Units  |
| Fase grups − 5 | 28/07 | 20:00 | Espanya  | 1 − 3  | Índia         |
| Semifinals     | 31/07 | 17:30 | Espanya  | 2 − 1  | Austràlia     |
| Final          | 02/08 | 19:30 | Espanya  | 1 − 3  | Països Baixos |

### Femení
Jugadores
| - Carmen Barea - Sonia Barrio - Elena Carrión - María del Mar Feito - Natalia Dorado - Nagore Gabellanes - María Cruz González - Mariví González |  | - Sonia de Ignacio-Simo - Begoña Larzábal - Lucía López - Silvia Manrique - Teresa Motos - Mónica Rueda - Maider Tellería - Elena Urkizu |

Entrenador:
Fase de grups
| Equip         | J | G | E | P | PF | PC | Dif | Punts |
| ------------- | - | - | - | - | -- | -- | --- | ----- |
| Austràlia     | 7 | 6 | 1 | 0 | 24 | 4  | +20 | 13    |
| Corea del Sud | 7 | 4 | 2 | 1 | 18 | 9  | +9  | 10    |
| Regne Unit    | 7 | 3 | 2 | 2 | 12 | 11 | +1  | 8     |
| Països Baixos | 7 | 3 | 2 | 2 | 15 | 15 | 0   | 8     |
| Estats Units  | 7 | 2 | 2 | 3 | 8  | 11 | −3  | 6     |
| Alemanya      | 7 | 2 | 1 | 4 | 10 | 11 | −1  | 5     |
| Argentina     | 7 | 2 | 1 | 4 | 7  | 21 | −14 | 5     |
| Espanya       | 7 | 0 | 1 | 6 | 5  | 17 | −12 | 1     |

Resultats
| Ronda          | Data  | Hora  | Partit    | Partit | Partit        |
| -------------- | ----- | ----- | --------- | ------ | ------------- |
| Fase grups − 1 | 20/07 | 11:00 | Austràlia | 4 − 0  | Espanya       |
| Fase grups − 2 | 21/07 | 17:30 | Espanya   | 1 − 2  | Alemanya      |
| Fase grups − 3 | 23/07 | 11:00 | Espanya   | 0 − 1  | Argentina     |
| Fase grups − 4 | 25/07 | 09:00 | Espanya   | 2 − 2  | Regne Unit    |
| Fase grups − 5 | 27/07 | 09:00 | Espanya   | 0 − 2  | Corea del Sud |
| Fase grups − 6 | 28/07 | 17:30 | Espanya   | 2 − 4  | Països Baixos |
| Fase grups − 7 | 30/07 | 17:30 | Espanya   | 0 − 2  | Estats Units  |

## Hípica
Vegeu Hípica als Jocs Olímpics d'estiu de 1996
Concurs complet
| Esportista                                                                   | Cavall                                    | Esdeveniment | Doma clàssica       | Doma clàssica | Camp a través             | Camp a través | Salts d'obstacles         | Salts d'obstacles | Total            | Total            |                  |                  |
| Esportista                                                                   | Cavall                                    | Esdeveniment | Penalització        | Posició       | Penalització              | Posició       | Penalització              | Posició           | Penalització     | Posició          |                  |                  |
| ---------------------------------------------------------------------------- | ----------------------------------------- | ------------ | ------------------- | ------------- | ------------------------- | ------------- | ------------------------- | ----------------- | ---------------- | ---------------- | ---------------- | ---------------- |
| Ramon Beca                                                                   | Perseus II                                | Individual   | 60,9                | 31            | 72,00                     | 16            | 3,75                      | 16                | 164,75           | 17               |                  |                  |
| Javier Revuelta                                                              | Hoochi Koochi                             | Individual   | 60,4                | 23            | No acabà                  | No acabà      | No es classificà          | No es classificà  | No es classificà | No es classificà | No es classificà | No es classificà |
| Enrique Sarasola Jr.                                                         | Rebaby                                    | Individual   | 70,2                | 31            | Desqualificat             | Desqualificat | No es classificà          | No es classificà  | No es classificà | No es classificà | No es classificà | No es classificà |
| Luís Álvarez-Cervera Santiago Centenera Javier Revuelta Enrique Sarasola Jr. | Pico's Nippur Just Dixon Toby New Venture | Equips       | 77,6 47,8 61,0 63,8 | 12            | 184,8 73,2 124,0 Eliminat | 8             | 11,00 40,00 2,25 Eliminat | 8                 | 621,65           | 8                |                  |                  |

Doma clàssica
| Esportista                                                  | Cavall                         | Esdeveniment | Gran Premi | Gran Premi | Gran Premi Especial     | Gran Premi Especial | Gran Premi Estil Lliure | Gran Premi Estil Lliure | Total            | Total            |
| Esportista                                                  | Cavall                         | Esdeveniment | Resultat   | Posició    | Resultat                | Posició             | Resultat                | Posició                 | Resultat         | Posició          |
| ----------------------------------------------------------- | ------------------------------ | ------------ | ---------- | ---------- | ----------------------- | ------------------- | ----------------------- | ----------------------- | ---------------- | ---------------- |
| Beatriu Ferrer-Salat                                        | Brillant                       | Individual   | 64,16      | 32         | No es classificà        | No es classificà    | No es classificà        | No es classificà        | No es classificà | No es classificà |
| Juan Matute                                                 | Hermes                         | Individual   | 56,64      | 46         | No es classificà        | No es classificà    | No es classificà        | No es classificà        | No es classificà | No es classificà |
| Ignacio Rambla                                              | Evento                         | Individual   | 69,67      | 10 Q       | 70,19                   | 11 Q                | 72,18                   | 10                      | 212,13           | 11               |
| Rafael Soto                                                 | Invasor                        | Individual   | 61,08      | 38         | No es classificà        | No es classificà    | No es classificà        | No es classificà        | No es classificà | No es classificà |
| Beatriu Ferrer-Salat Juan Matute Ignacio Rambla Rafael Soto | Brillant Hermes Evento Invasor | Equips       |            |            | 1.604 1.416 1.744 1.527 | 7                   |                         |                         | 4.875            | 7                |

Salts d'obstacles
| Esportista                                                        | Cavall                                          | Esdeveniment | Qualificació   | Qualificació | Qualificació         | Qualificació | Qualificació | Qualificació | Qualificació | Qualificació | Final                | Final            |
| Esportista                                                        | Cavall                                          | Esdeveniment | Ronda 1        | Ronda 1      | Ronda 2              | Ronda 2      | Ronda 2      | Ronda 3      | Ronda 3      | Ronda 3      | Final                | Final            |
| Esportista                                                        | Cavall                                          | Esdeveniment | Penal.         | Posició      | Penal.               | Total        | Posició      | Penal.       | Total        | Posició      | Penal.               | Posició          |
| ----------------------------------------------------------------- | ----------------------------------------------- | ------------ | -------------- | ------------ | -------------------- | ------------ | ------------ | ------------ | ------------ | ------------ | -------------------- | ---------------- |
| Alejandro Jordá                                                   | Hernando Du Sablon                              | Individual   | 5,00           | 37           | 5,00                 | 10,00        | 19           | 8,00         | 18,50        | 28           | No es classificà     | No es classificà |
| Rutherford Latham                                                 | Sourire d'Aze                                   | Individual   | 5,00           | 37           | 8,00                 | 13,00        | 33           | 8,00         | 21,00        | 36           | No es classificà     | No es classificà |
| Pedro Sánchez                                                     | Riccarda                                        | Individual   | 4,00           | 14           | 8,00                 | 12,00        | 22           | 12,00        | 24,00        | 40           | No es classificà     | No es classificà |
| Fernando Sarasola                                                 | Ennio                                           | Individual   | 10,00          | 58           | 0,00                 | 10,00        | 19           | 0,25         | 10,25        | 8 Q          | 8,00                 | 11               |
| Alejandro Jordá Rutherford Latham Pedro Sánchez Fernando Sarasola | Hernando Du Sablon Sourire d'Aze Riccarda Ennio | Equips       | 5,00 8,00 0,00 | 5            | 8,50 8,00 12,00 0,25 | 16,75        | 10           |              |              |              | 8,50 8,00 12,00 0,25 | 5                |

## Judo
Vegeu Judo als Jocs Olímpics d'estiu de 1996

### Masculí
| Esportista      | Esdeveniment | 1/32 de final | Setzens de final     | Vuitens de final   | Quarts de final  | Semifinals       | Repesca          | Final/FC            | Final/FC         |
| --------------- | ------------ | ------------- | -------------------- | ------------------ | ---------------- | ---------------- | ---------------- | ------------------- | ---------------- |
| Roberto Naveira | −60 kg       | –             | C-C. Liao (TWN) V    | A. Meridja (ALG) D | No es classificà | No es classificà | No es classificà | No es classificà    | No es classificà |
| Ernesto Pérez   | +95 kg       | –             | S. Tataroğlu (TUR) V | F. Möller (DEU) V  | I. Csősz (HUN) V | S. Liu (CHN) V   | –                | D. Douillet (FRA) D | 2                |
| José Tomás Toro | −65 kg       | –             | J. Lewak (POL) D     | No es classificà   | No es classificà | No es classificà | No es classificà | No es classificà    | No es classificà |
| León Villar     | −86 kg       | –             | K. Bayu (IDN) V      | N. Gill (CAN) D    | No es classificà | No es classificà | No es classificà | No es classificà    | No es classificà |

### Femení
| Esportista           | Esdeveniment | Setzens de final    | Vuitens de final     | Quarts de final       | Semifinals           | Repesca              | Final/FC               | Final/FC         |
| -------------------- | ------------ | ------------------- | -------------------- | --------------------- | -------------------- | -------------------- | ---------------------- | ---------------- |
| Sara Álvarez         | −61 kg       | –                   | D. Bell (GBR) V      | J. Gal (NED) D        | I. Beltrán (CUB) V R | Y. Arad (ISR) D R    | No es classificà       | No es classificà |
| Cristina Curto Luque | −72 kg       | E. Bogunova (KAZ) V | O. Nazarenko (TKM) V | U. Werbrouck (BEL) D  | S. Galyant (RUS) D R | No es classificà     | No es classificà       | No es classificà |
| Isabel Fernández     | −56 kg       | N. Hill (AUS) V     | Z. Guseynova (AZE) V | M. Pekli (HUN) V      | S-y. Jung (KOR) D    | –                    | N. Fairbrother (GBR) V | 3                |
| Almudena Muñoz       | −52 kg       | –                   | M. Kovrigina (RUS) V | E-L. Krause (POL) D   | L. Mekzine (ALG) V R | M. Pedulla (USA) V R | L. Verdecia (CUB) D    | 4                |
| Yolanda Soler        | −48 kg       | C. Lepage (CAN) V   | J. Heron (GBR) V     | M. Roszkowska (POL) V | S-h. Kye (PRK) D     | –                    | S. Souakri (ALG) V     | 3                |

## Natació
Vegeu Natació als Jocs Olímpics d'Estiu de 1996

### Masculí
| Esportista          | Esdeveniment    | Eliminatòries | Eliminatòries | Semifinals       | Semifinals       | Final            | Final            |
| Esportista          | Esdeveniment    | Temps         | Posició       | Temps            | Posició          | Temps            | Posició          |
| ------------------- | --------------- | ------------- | ------------- | ---------------- | ---------------- | ---------------- | ---------------- |
| José Luis Ballester | 200 m papallona | 2:02.69       | 29            |                  |                  | No es classificà | No es classificà |
| Juan Benavides      | 50 m lliures    | 23.36         | 23            | No es classificà | No es classificà | No es classificà | No es classificà |
| Juan Benavides      | 100 m lliures   | 51.20         | 33            | No es classificà | No es classificà | No es classificà | No es classificà |
| Marc Capdevila      | 100 m braça     | 1:02.69       | 7 Q           |                  |                  | 1:03.51          | 15               |
| Joaquim Fernández   | 200 m braça     | 2:16.05       | 5 Q           |                  |                  | 2:16.05          | 12               |
| Frederik Hviid      | 400 m estils    | 4:22.47       | 9             |                  |                  | No es classificà | No es classificà |
| Frederik Hviid      | 1500 m lliures  | 15:42.40      | 21            |                  |                  | No es classificà | No es classificà |
| Martín López-Zubero | 100 m esquena   | 55.36         | 2 Q           |                  |                  | 55.22            | 4                |
| Martín López-Zubero | 200 m esquena   | 2:00.77       | 2 Q           |                  |                  | 2:00.74          | 6                |

### Femení
| Esportista                                                 | Esdeveniment            | Eliminatòries | Eliminatòries | Final               | Final               |
| Esportista                                                 | Esdeveniment            | Temps         | Posició       | Temps               | Posició             |
| ---------------------------------------------------------- | ----------------------- | ------------- | ------------- | ------------------- | ------------------- |
| Lourdes Becerra                                            | 400 m estils            |               |               | 4:45.17             | 7                   |
| Blanca Cerón                                               | 50 m lliures            | 26.04         | 22            | No es classificà    | No es classificà    |
| Itziar Esparza                                             | 400 m lliures           | 4:19.45       | 19            | No es classificà    | No es classificà    |
| Itziar Esparza                                             | 800 m lliures           | 8:50.22       | 18            | No es classificà    | No es classificà    |
| Bárbara Franco                                             | 200 m papallona         | 2:13.34       | 10 Q          | 2:14.16             | 16                  |
| Claudia Franco                                             | 50 m lliures            | 26.04         | 11            | No es classificà    | No es classificà    |
| Claudia Franco                                             | 100 m lliures           | 57.00         | 21            | No es classificà    | No es classificà    |
| Ivette María                                               | 200 m esquena           | 2:18.72       | 23            | No es classificà    | No es classificà    |
| María Olay                                                 | 100 m braça             | 1:12.58       | 28            | No es classificà    | No es classificà    |
| Sílvia Parera                                              | 200 m estils            | 2:19.92       | 16            | No es classificà    | No es classificà    |
| María Peláez                                               | 100 m papallona         | 1:01.99       | 19            | No es classificà    | No es classificà    |
| María Peláez                                               | 200 m papallona         | 2:13.85       | 13 Q          | 2:13.05             | 11                  |
| Eva Piñera                                                 | 100 m esquena           | 1:04.41       | 6             | No es classificà    | No es classificà    |
| Blanca Cerón Fátima Madrid Susana Garabatos Claudia Franco | Relleus 4x100 m lliures | 3:49.47       | 14            | No es classificaren | No es classificaren |
| Eva Piñera María Olay María Peláez Claudia Franco          | Relleus 4x100 m estils  | 4:15.63       | 15            | No es classificaren | No es classificaren |

## Piragüisme
Vegeu Piragüisme als Jocs Olímpics d'estiu de 1996

### Aigües braves
| Esportista        | Esdeveniment | Mànega 1 | Mànega 1 | Mànega 2 | Mànega 2 | Total  | Total   |
| Esportista        | Esdeveniment | Temps    | Punts    | Temps    | Punts    | Punts  | Posició |
| ----------------- | ------------ | -------- | -------- | -------- | -------- | ------ | ------- |
| Esteban Aracama   | K1 masculí   | 149,66   | 15       | 155,17   | 110      | 155,17 | 34      |
| María Eizmendi    | K1 femení    | 186,49   | 5        | 184,83   | 20       | 191,49 | 20      |
| Javier Etxaniz    | K1 masculí   | 160,81   | 60       | 148,77   | 5        | 153,77 | 22      |
| Toni Herreros     | C1 masculí   | 174,38   | 5        | 183,83   | 115      | 179,38 | 21      |
| Cristina Martínez | K1 femení    | 204,09   | 20       | 215,91   | 65       | 224,09 | 24      |

### Aigües tranquil·les
Masculí
| Esportista                                                    | Esdeveniment | Eliminatòries | Eliminatòries | Repesca  | Repesca | Semifinals | Semifinals | Final            | Final            |
| Esportista                                                    | Esdeveniment | Temps         | Posició       | Temps    | Posició | Temps      | Posició    | Temps            | Posició          |
| ------------------------------------------------------------- | ------------ | ------------- | ------------- | -------- | ------- | ---------- | ---------- | ---------------- | ---------------- |
| José Manuel Crespo                                            | C1 500 m     | 1:57.915      | 8 Q           |          |         | 1:54.121   | 4          | No es classificà | No es classificà |
| José Manuel Crespo                                            | C1 1000 m    | 4:34.071      | 5 Q           |          |         | 4:15.939   | 4          | No es classificà | No es classificà |
| José Alfredo Bea Oleg Shelestenko                             | C2 500 m     | 1:45.635      | 2 Q           | –        | –       | 1:42.397   | 3 Q        | 1:43.572         | 7                |
| José Alfredo Bea Oleg Shelestenko                             | C2 1000 m    | 4:05.203      | 4 Q           |          |         | 3:45.616   | 3 Q        | 3:37.154         | 8                |
| Miguel García                                                 | K1 500 m     | 1:42.180      | 3 Q           | –        | –       | 1:40.687   | 3 Q        | 1:40.047         | 6                |
| Agustín Calderon                                              | K1 1000 m    | 3:45.484      | 2 Q           | –        | –       | 3:44.777   | 3 Q        | 3:31.397         | 5                |
| Jovino González Gregorio Vicente                              | K2 500 m     | 1:32.791      | 3 Q           | –        | –       | 1:31.137   | 5          | No es classificà | No es classificà |
| Juan José Román Juan Manuel Sánchez                           | K2 1000 m    | 3:43.970      | 5             | 3:36.264 | 4 Q     | 3:24.032   | 8          | No es classificà | No es classificà |
| Miguel García Jovino González Emilio Merchán Gregorio Vicente | K4 1000 m    | 3:14.224      | 4 Q           |          |         | 3:00.799   | 1 Q        | 2:55.884         | 5                |

Femení
| Esportista                                                     | Esdeveniment | Eliminatòries | Eliminatòries | Repesca | Repesca | Semifinals | Semifinals | Final            | Final            |
| Esportista                                                     | Esdeveniment | Temps         | Posició       | Temps   | Posició | Temps      | Posició    | Temps            | Posició          |
| -------------------------------------------------------------- | ------------ | ------------- | ------------- | ------- | ------- | ---------- | ---------- | ---------------- | ---------------- |
| Belén Sánchez                                                  | K1 500 m     | 1:55.043      | 3 Q           | –       | –       | 1:52.322   | 6          | No es classificà | No es classificà |
| Izaskun Aramburu Beatriz Manchón                               | K2 500 m     | 1:44.038      | 2 Q           | –       | –       | 1:44.433   | 3 Q        | 1:42.621         | 6                |
| Izaskun Aramburu Beatriz Manchón Ana María Penas Belén Sánchez | K2 500 m     | 1:39.863      | 4 Q           |         |         | 1:37.365   | 2 Q        | 1:33.577         | 6                |

## Rem
Vegeu Rem als Jocs Olímpics d'estiu de 1996
| Esportista                                                       | Esdeveniment                         | Sèries  | Sèries  | Repesca | Repesca | Semifinals          | Semifinals          | Final               | Final               |
| Esportista                                                       | Esdeveniment                         | Temps   | Posició | Temps   | Posició | Temps               | Posició             | Temps               | Posició             |
| ---------------------------------------------------------------- | ------------------------------------ | ------- | ------- | ------- | ------- | ------------------- | ------------------- | ------------------- | ------------------- |
| Melquiades Verduras José Antonio Merin                           | Doble scull masculí                  | 7:13.99 | 4 R     | 6:59.57 | 4       | No es classificaren | No es classificaren | No es classificaren | No es classificaren |
| José Maria de Marco Juan Carlos Sáez                             | Doble scull lleuger masculí          | 6:46.66 | 1 SA/B  | –       | –       | 6:29.37             | 3 FA                | 6:28.09             | 4                   |
| Esperanza Márquez Nuria Domínguez                                | Doble scull lleuger femení           | 7:51.05 | 4 R     | 7:12.96 | 4       | No es classificaren | No es classificaren | No es classificaren | No es classificaren |
| Fernando Climent David Morales Juan Manuel Florido Alfredo Giron | Quatre sense timoner lleuger masculí | 6:28.05 | 4 R     | 6:03.33 | 4       | No es classificaren | No es classificaren | No es classificaren | No es classificaren |

## Salts
Vegeu Salts als Jocs Olímpics d'estiu de 1996
| Esportista      | Esdeveniment            | Eliminatòries | Eliminatòries | Semifinals       | Semifinals       | Final            | Final            |
| Esportista      | Esdeveniment            | Punts         | Posició       | Punts            | Posició          | Punts            | Posició          |
| --------------- | ----------------------- | ------------- | ------------- | ---------------- | ---------------- | ---------------- | ---------------- |
| Rafael Álvarez  | Trampolí 3 m masculí    | 208,83        | 36            | No es classificà | No es classificà | No es classificà | No es classificà |
| Julia Cruz      | Trampolí 3 m femení     | 205,32        | 26            | No es classificà | No es classificà | No es classificà | No es classificà |
| José Miguel Gil | Trampolí 3 m masculí    | 295,47        | 31            | No es classificà | No es classificà | No es classificà | No es classificà |
| Daniel Pavon    | Palanca de 10 m masculí | 312,78        | 23            | No es classificà | No es classificà | No es classificà | No es classificà |
| Dolores Saez    | Palanca de 10 m femení  | 216,36        | 27            | No es classificà | No es classificà | No es classificà | No es classificà |

## Tennis
Vegeu Tennis als Jocs Olímpics d'estiu de 1996

### Masculí
| Sergi Bruguera                 | Individual | A. Pavel (ROU) V 2−6, 6−1, 8−6 | A. Boetsch (FRA) V 7−6(7), 4−6, 6−2    | G. Rusedski (UK) V 7−6(7), 6−3                   | M. Washington (USA) V 7−6(8), 4−6, 7−5        | F. Meligeni (BRA) V 7−6(9), 6−2 | A. Agassi (USA) D 2−6, 3−6, 1−6 | 2                   |                     |                     |
| Albert Costa                   | Individual | S. Lareau (CAN) V 7−6(11), 6−4 | F. Meligeni (BRA) D 6−7(5), 4−6        | No es classificà                                 | No es classificà                              | No es classificà                | No es classificà                | No es classificà    |                     |                     |
| Carles Costa                   | Individual | A. Gaudenzi (ITA) D 3−6, 2−6   | No es classificà                       | No es classificà                                 | No es classificà                              | No es classificà                | No es classificà                | No es classificà    |                     |                     |
| Sergi Bruguera Tomàs Carbonell | Dobles     |                                | J. Frana / L. Lobo (ARG) V 6−3, 7−6(6) | S. Iwabuchi / T. Suzuki (JPN) V 6−7(1), 6−2, 7−5 | T. Woodbridge / M. Woodforde (AUS) D 4−6, 1−6 | No es classificaren             | No es classificaren             | No es classificaren | No es classificaren | No es classificaren |

### Femení
| Esportista                        | Categoria  | 1/32 de final                  | Setzens de final                                   | Vuitens de final                        | Quarts de final                              | Semifinals                                 | Final/FC                                            | Final/FC         |
| --------------------------------- | ---------- | ------------------------------ | -------------------------------------------------- | --------------------------------------- | -------------------------------------------- | ------------------------------------------ | --------------------------------------------------- | ---------------- |
| Conchita Martínez                 | Individual | P. Schnyder (CHE) V 6−1, 6−2   | R. Zrubáková (SVK) V 6−1, 6−4                      | N. Zvereva (BLR) V 6−2, 7−5             | M.J. Fernández (USA) D 6−3, 2−6, 3−6         | No es classificà                           | No es classificà                                    | No es classificà |
| Virginia Ruano                    | Individual | M. Grzybowska (POL) V 6−4, 6−2 | I. Majoli (CRO) D 5−7, 3−6                         | No es classificà                        | No es classificà                             | No es classificà                           | No es classificà                                    | No es classificà |
| Arantxa Sánchez                   | Individual | D. Monami (BEL) V 6−1, 6−4     | S. Farina Elia (ITA) V 6−1, 6−3                    | B. Schultz-McCarthy (NED) V 6−4, 7−6(7) | K. Date (JPN) V 4−6, 6−3, 10−8               | J. Novotná (CZE) V 6−4, 1−6, 6−3           | L. Davenport (USA) D 6−7(8), 2−6                    | 2                |
| Conchita Martínez Arantxa Sánchez | Dobles     |                                | D. Randriantefy / N. Randriantefy (MAD) V 6−1, 6−3 | I. Majoli / M. Murić (CRO) V 6−2, 6−1   | B. Sangaram / T. Tanasugarn (THA) V 6−2, 6−1 | J. Novotná / H. Suková (CZE) D 2−6, 6−7(1) | M. Bollegraf / B. Schultz-McCarthy (NED) V 6−1, 6−3 | 3                |

## Tir
Vegeu Tir als Jocs Olímpics d'estiu de 1996

### Masculí
| Esportista     | Esdeveniment              | Qualificació | Qualificació | Final            | Final            |
| Esportista     | Esdeveniment              | Punts        | Posició      | Punts            | Posició          |
| -------------- | ------------------------- | ------------ | ------------ | ---------------- | ---------------- |
| Jorge González | Carabina aire 10 m        | 575          | 42           | No es classificà | No es classificà |
| Jorge González | Rifle posició estesa 50 m | 597          | 6 Q          | 104.7            | 4                |
| Jorge González | Rifle 3 posicions 50 m    | 1.155        | 37           | No es classificà | No es classificà |
| José Perez     | Trap                      | 120          | 13           | No es classificà | No es classificà |

### Femení
| Esportista            | Esdeveniment           | Qualificació | Qualificació | Final            | Final            |
| Esportista            | Esdeveniment           | Punts        | Posició      | Punts            | Posició          |
| --------------------- | ---------------------- | ------------ | ------------ | ---------------- | ---------------- |
| Cristina Antolin      | Carabina aire 10 m     | 386          | 36           | No es classificà | No es classificà |
| Cristina Antolin      | Rifle 3 posicions 50 m | 557          | 38           | No es classificà | No es classificà |
| María Pilar Fernández | Pistola d'aire 10 m    | 378          | 19           | No es classificà | No es classificà |
| María Pilar Fernández | Pistola ràpida 25 m    | 578          | 9            | No es classificà | No es classificà |
| María Quintanal       | Doble trap             | 100          | 11           | No es classificà | No es classificà |
| Gemma Usieto          | Doble trap             | 90           | 21           | No es classificà | No es classificà |

## Tir amb arc
Vegeu Tir amb arc als Jocs Olímpics d'estiu de 1996
| Esportista      | Esdeveniment       | Qualificació | Qualificació | 1/32 de final               | Setzens de final | Vuitens de final | Quarts de final  | Semifinals       | Final/FC         | Final/FC |
| Esportista      | Esdeveniment       | Marcador     | Cap de sèrie | 1/32 de final               | Setzens de final | Vuitens de final | Quarts de final  | Semifinals       | Final/FC         | Final/FC |
| --------------- | ------------------ | ------------ | ------------ | --------------------------- | ---------------- | ---------------- | ---------------- | ---------------- | ---------------- | -------- |
| Antonio Vázquez | Individual masculí | 621          | 60           | J. Lipponen (FIN) D 143−168 | No es classificà | No es classificà | No es classificà | No es classificà | No es classificà |          |

## Vela
Vegeu Vela als Jocs Olímpics d'estiu de 1996
Masculí
| Esportista                | Esdeveniment | Curses | Curses | Curses | Curses    | Curses | Curses | Curses | Curses    | Curses | Curses | Curses | Punts nets | Final |
| Esportista                | Esdeveniment | 1      | 2      | 3      | 4         | 5      | 6      | 7      | 8         | 9      | 10     | 11     | Punts nets | Final |
| ------------------------- | ------------ | ------ | ------ | ------ | --------- | ------ | ------ | ------ | --------- | ------ | ------ | ------ | ---------- | ----- |
| Jordi Calafat             | 470          | 1      | 17     | 14     | 20        | 2      | 19     | 5      | PMS (-37) | 3      | 13     | 2      | 76         | 9     |
| Jorge Maciel              | Mistral      | 31     | 9      | 23     | 14        | 7      | 3      | 18     | 22        | 14     |        |        | 87         | 15    |
| Josep Maria van der Ploeg | Finn         | 1      | 8      | 15     | DNS (-32) | 17     | 8      | 15     | 6         | 11     | 5      |        | 118        | 7     |

Femení
| Esportista                          | Esdeveniment | Curses | Curses | Curses | Curses | Curses | Curses    | Curses | Curses | Curses | Curses | Curses | Punts nets | Final |
| Esportista                          | Esdeveniment | 1      | 2      | 3      | 4      | 5      | 6         | 7      | 8      | 9      | 10     | 11     | Punts nets | Final |
| ----------------------------------- | ------------ | ------ | ------ | ------ | ------ | ------ | --------- | ------ | ------ | ------ | ------ | ------ | ---------- | ----- |
| Mireia Casas                        | Mistral      | 14     | 13     | 11     | 11     | 23     | 11        | 15     | 7      | 12     |        |        | 79         | 13    |
| Helena Montilla                     | Europe       | 6      | 18     | 12     | 17     | 21     | PMS (-29) | 4      | 7      | 7      | 19     | 21     | 111        | 17    |
| Theresa Zabell Begonya Via-Dufresne | 470          | 4      | 2      | 11     | 8      | 2      | 1         | 3      | 10     | 3      | 1      | 1      | 25         | 1     |

Aigües obertes
| Esportista                               | Esdeveniment | Curses | Curses | Curses | Curses | Curses    | Curses | Curses    | Curses | Curses    | Curses | Curses    | Punts nets | Final |
| Esportista                               | Esdeveniment | 1      | 2      | 3      | 4      | 5         | 6      | 7         | 8      | 9         | 10     | 11        | Punts nets | Final |
| ---------------------------------------- | ------------ | ------ | ------ | ------ | ------ | --------- | ------ | --------- | ------ | --------- | ------ | --------- | ---------- | ----- |
| Anton Garrote                            | Laser        | 17     | 15     | 18     | 36     | 26        | 31     | 18        | 18     | 17        | 12     | DSQ (-57) | 172        | 22    |
| Fernando León José Luis Ballester        | Tornado      | 2      | 2      | 4      | 5      | 5         | 2      | 4         | 3      | PMS (-20) | 3      | DNC (-20) | 30         | 1     |
| José Luis Doreste Javier Hermida         | Star         | 5      | 5      | 11     | 13     | 9         | 11     | PMS (-26) | 1      | 15        | 2      |           | 57         | 7     |
| Luis Doreste Domingo Manrique David Vera | Soling       | 4      | 8      | 12     | 13     | PMS (-23) | 5      | 8         | 10     | 10        | 4      |           | 61         | 8     |

## Voleibol platja
Vegeu Voleibol platja als Jocs Olímpics d'estiu de 1996
| Esportista                 | Esdeveniment | 1a ronda                              | 2a ronda                         | 3a ronda                        | 4a ronda                            | Repesca 1a ronda                 | Repesca 2a ronda    | Repesca 3a ronda    | Repesca 4a ronda    | Repesca 5a ronda                 | Semifinals          | Final/FC            | Final/FC |
| -------------------------- | ------------ | ------------------------------------- | -------------------------------- | ------------------------------- | ----------------------------------- | -------------------------------- | ------------------- | ------------------- | ------------------- | -------------------------------- | ------------------- | ------------------- | -------- |
| Javier Bosma Sixto Jiménez | Homes        | M. Nurmufid / M. Markoji (INA) V 15−7 | J. Child / M. Heese (CAN) V 15−1 | R. Lopes / F. Neto (BRA) V 15−9 | M. Dodd / M. Whitmarsh (USA) D 6−15 |                                  |                     |                     |                     | J. Child / M. Heese (CAN) D 4−15 | No es classificaren | No es classificaren |          |
| Miguel Prieto José Yuste   | Homes        | M. Palinek / M. Pakosta (CZE) D 11−15 | No es classificaren              | No es classificaren             | No es classificaren                 | M. Maia / J. Brenha (POR) D 8−15 | No es classificaren | No es classificaren | No es classificaren | No es classificaren              | No es classificaren | No es classificaren |          |

## Waterpolo
Vegeu Waterpolo als Jocs Olímpics d'estiu de 1996

### Masculí
Jugadors
| - Josep Maria Abarca - Ángel Luis Andreo - Daniel Ballart - Manel Estiarte - Pedro García - Salva Gómez - Iván Moro | - Miki Oca - Jorge Payá - Sergi Pedrerol - Jesús Rollán - Jordi Sans - Carles Sans |

Entrenador: Joan Jané
Fase de grups
| Equip         | J | G | E | P | PF | PC | Dif | Punts |
| ------------- | - | - | - | - | -- | -- | --- | ----- |
| Hongria       | 5 | 5 | 0 | 0 | 47 | 38 | +9  | 10    |
| Iugoslàvia    | 5 | 3 | 1 | 1 | 46 | 44 | +2  | 7     |
| Espanya       | 5 | 3 | 0 | 2 | 39 | 33 | +6  | 6     |
| Rússia        | 5 | 2 | 1 | 2 | 42 | 38 | +4  | 5     |
| Alemanya      | 5 | 1 | 0 | 4 | 36 | 45 | −9  | 2     |
| Països Baixos | 5 | 0 | 0 | 5 | 36 | 48 | −12 | 0     |

Resultats
| Ronda           | Data  | Hora | Partit     | Partit | Partit        |
| --------------- | ----- | ---- | ---------- | ------ | ------------- |
| Fase grups − 1  | 20/07 |      | Espanya    | 9 − 3  | Alemanya      |
| Fase grups − 2  | 21/07 |      | Espanya    | 8 − 7  | Països Baixos |
| Fase grups − 3  | 22/07 |      | Iugoslàvia | 9 − 7  | Espanya       |
| Fase grups − 4  | 23/07 |      | Hongria    | 8 − 7  | Espanya       |
| Fase grups − 5  | 24/07 |      | Espanya    | 8 − 6  | Rússia        |
| Quarts de final | 26/07 |      | Espanya    | 5 − 4  | Estats Units  |
| Semifinals      | 27/07 |      | Hongria    | 6 − 7  | Espanya       |
| Final           | 28/07 |      | Espanya    | 7 − 5  | Croàcia       |